# Aspilota pauciarticulata
Aspilota pauciarticulata är en stekelart som beskrevs av Fischer 1976. Aspilota pauciarticulata ingår i släktet Aspilota och familjen bracksteklar. Inga underarter finns listade.